# Bernard Grech
Bernard Grech, né le 8 juin 1971 à Paola à Malte, est un homme politique maltais et avocat de profession. Il est chef du Parti nationaliste depuis octobre 2020.

## Jeunesse et vie professionnelle
Bernard Grech est né à Paola le 8 juin 1971. Il a grandi à Birżebbuġa et a obtenu son diplôme d'avocat en droit civil. Bernard Grech a exercé son activité professionnelle dans deux cabinets d'avocats, spécialisés dans la médiation des conflits familiaux.

## Implication dans la politique
En 2011, Bernard Grech participe à la campagne contre la légalisation du divorce à Malte. Non engagé officiellement jusque-là dans des rôles actifs en politique, il se rapproche des positions du Parti nationaliste maltais en 2018. En août 2020, il se présente face au chef du parti, Adrian Délia (en), après que le congrès du parti ait voté pour l'organisation d'une élection afin de nommer le chef de parti.
Il devient chef du PN le 3 octobre 2020, remportant l'élection contre le président sortant Adrian Delia avec 69,3 % des voix. Il prête serment en tant que chef de l'opposition le 7 octobre 2020.

## Vie privée
Il se déclare catholique pratiquant et il est père de deux enfants ; il s'est également prononcé contre la légalisation de l'avortement. Dans sa vie privée, il cultive un intérêt personnel pour l'opéra, s'adonnant comme chanteur amateur.